# Trójai háború
A trójai háború fegyveres konfliktus lehetett az ókorban az akhájok és a kisázsiai Trója között. A történet szerint a háború azután tört ki, miután Parisz, Trója hercege elrabolta Helenét, Menelaosz spártai király feleségét. Homérosz műve, az Iliasz a csata meghatározó momentumait mutatja be, melynek célja Trója városának (görögül Ilion) elfoglalása volt a görög csapatok által. A görögök az akhájok vezetésével törzsenként reprezentálták magukat. A történetben csupán 52 napját élhetjük át a 10 éves ostromnak.

A trójai háborúban résztvevők térképen (angol nyelven)

## Rövid áttekintés – Trója

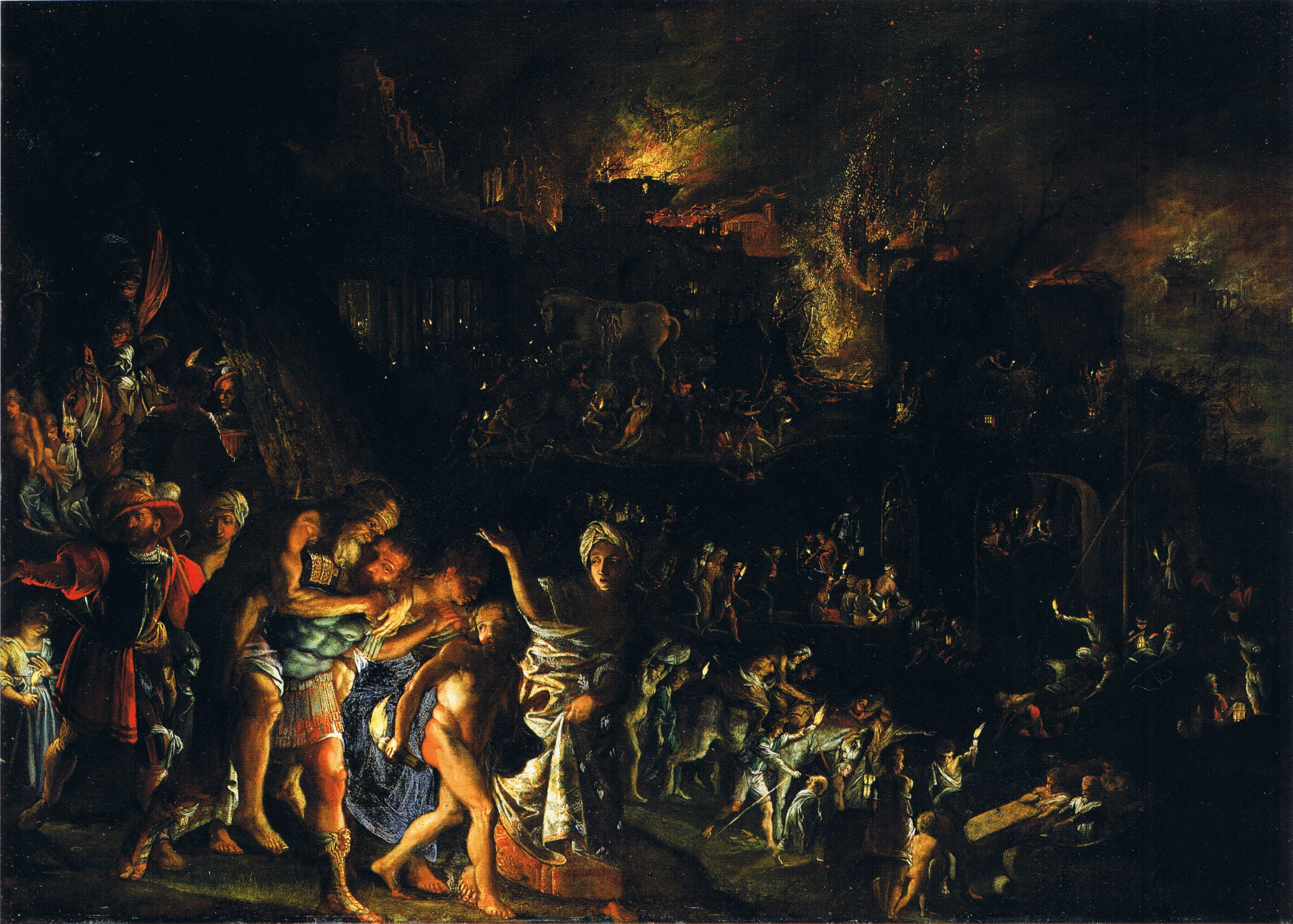
Trója égése, (Adam Elsheimer 1600 körül)

Homérosz költeményében a háború kiváltó oka Szép Heléna elrablása volt. Helené Meneláosz felesége volt, akit Parisz, a trójai király Priamosz fia szöktetett meg Spártából. Ennek megtorlására vonult az egyesített görög hadsereg Trója ellen, hogy a becsületsértést megtorolja. Azonban tízéves küzdelem után sem sikerült a megerősített várost elfoglalniuk. Nagy szerepet játszott ebben, hogy Priamosz apja, Laomedón alatt Poszeidón és Apollón építették a városfalak nagy részét, azok a szakaszok, amelyeket ők építettek, bevehetetlenek voltak. Hasonló szerepe volt a városvédő Pallasz Athéné szobrának, a Palladiónnak. Ezen felül maguk az istenek is beavatkoztak a háborúba, ki ezen, ki azon az oldalon. 
Odüsszeusz egy napon látta, amint egy szolgáló falovat faragott fiának. Innen merítette az ötletet, ami alapján megépítették a görögök a híressé vált óriási, fából készült lovat (trójai faló), amelyben a harminc legbátrabb görög harcos rejtőzött el. A falovat a csatamezőn hagyták, majd hajóikkal visszavonulást színleltek. Kasszandra és a pap Laokoón figyelmeztetése ellenére a trójaiak bevontatták a falovat a városba. Az éjszaka leple alatt a görög harcosok kimásztak a faló belsejéből, megnyitották a város kapuit és a beáramló seregek végül elfoglalhatták Trója városát. Innen származik a mondás: „félek a görögöktől, még ha ajándékot hoznak is”, illetve a „trójai ló” fogalom. Egy másik változat szerint a falovat olyan nagyra építették a görögök, hogy nem fért be a város kapuján, ezért saját lakói ütötték ki a városvédő falat, hogy a vélt ajándékot a városba húzhassák.

## A görög haderő kérdése
Az akhájok és szövetségeseik nagyon sokan voltak. Apollodórosz szerint az alábbi kontingenseket küldték:
A boiótiaiak negyven, az orkhomenosziak harminc, a phókisziak negyven, a lokrisziak negyven, az euboiaiak negyven, az athéniak ötven hajóval képviseltették magukat. Aiasz tizenkét, Diomédész nyolcvan, Agamemnón száz, Menelaosz hatvan, Nesztór negyven, Agapénór hét, Amphimakhosz negyven, Megész negyven, Odüsszeusz tizenkét, Thoasz negyven, Idomeneusz negyven, Tlépolemosz kilenc, Nireusz három, Pheidipposz és Antiphosz harminc, Akhilleusz ötven, Próteszilaosz negyven, Eumélosz tizenegy, Philoktétész hét, Guneusz huszonkét, Podaleiriosz és Makhaón harminc, Eurüpülosz negyven, Polüpoitész harminc hajóval, Prothoosz negyven hajóval érkezett. Összesen ezertizenhárom hajó volt, negyvenhárom vezér és harminc csapattest.
Az 1013 darab, egyenként körülbelül 30–50 evezős hajó nagyjából 40 000 harcosra enged következtetni, ami a trójai háború korában hatalmas szám. Ez a hadsereg olyan logisztikai problémák elé állította volna a görög sereget, amit képtelen lett volna megoldani. Még ennek a tizede, 4000 harcos is nagy szám lenne.

## A háború epizódjai

### Akhilleusz részt vesz a háborúban

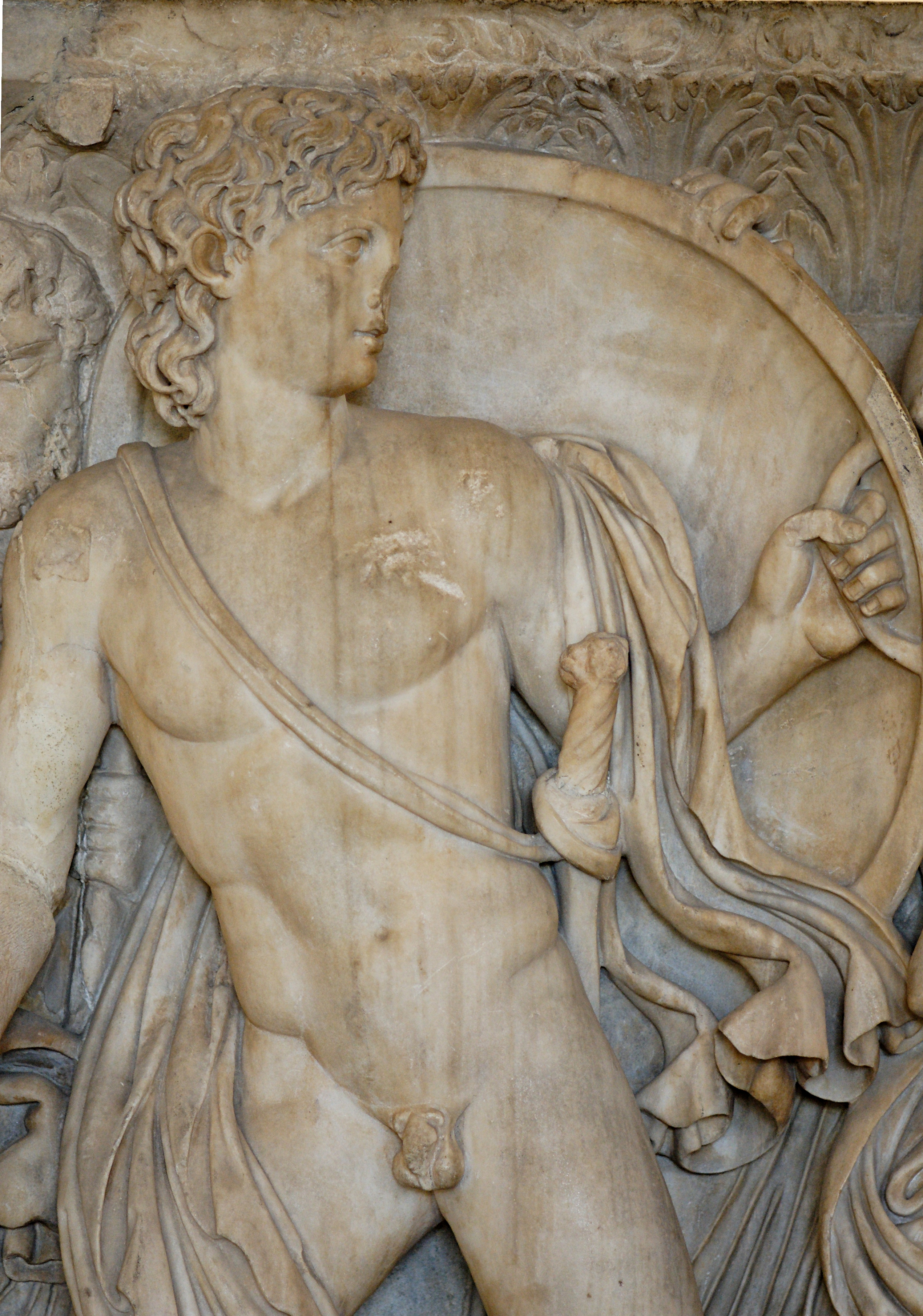
Akhilleusz Lükomédésznél (Louvre)

Kalkhasz, Agamemnón látnoka azt jósolta, hogy a görögök Akhilleusz részvétele nélkül nem győznek Trója alatt. Thetisz, Akhilleusz anyja azonban tudta, hogy fia ebben a háborúban életét veszti, ezért elbújtatta: lánynak öltöztette.
Odüsszeusz és Diomédész leplezték le: kereskedőként érkeztek és felismerték, amikor fegyvereiket vizsgálta, mivel
egy riadót fújó trombita hangjára nem menekülni kezdett, hanem lándzsát fogott, így lelepleződött. Ezután nevelője, Phoinix és legjobb barátja, Patroklosz kíséretében elindult Trója felé.

### Agamemnón és Iphigeneia

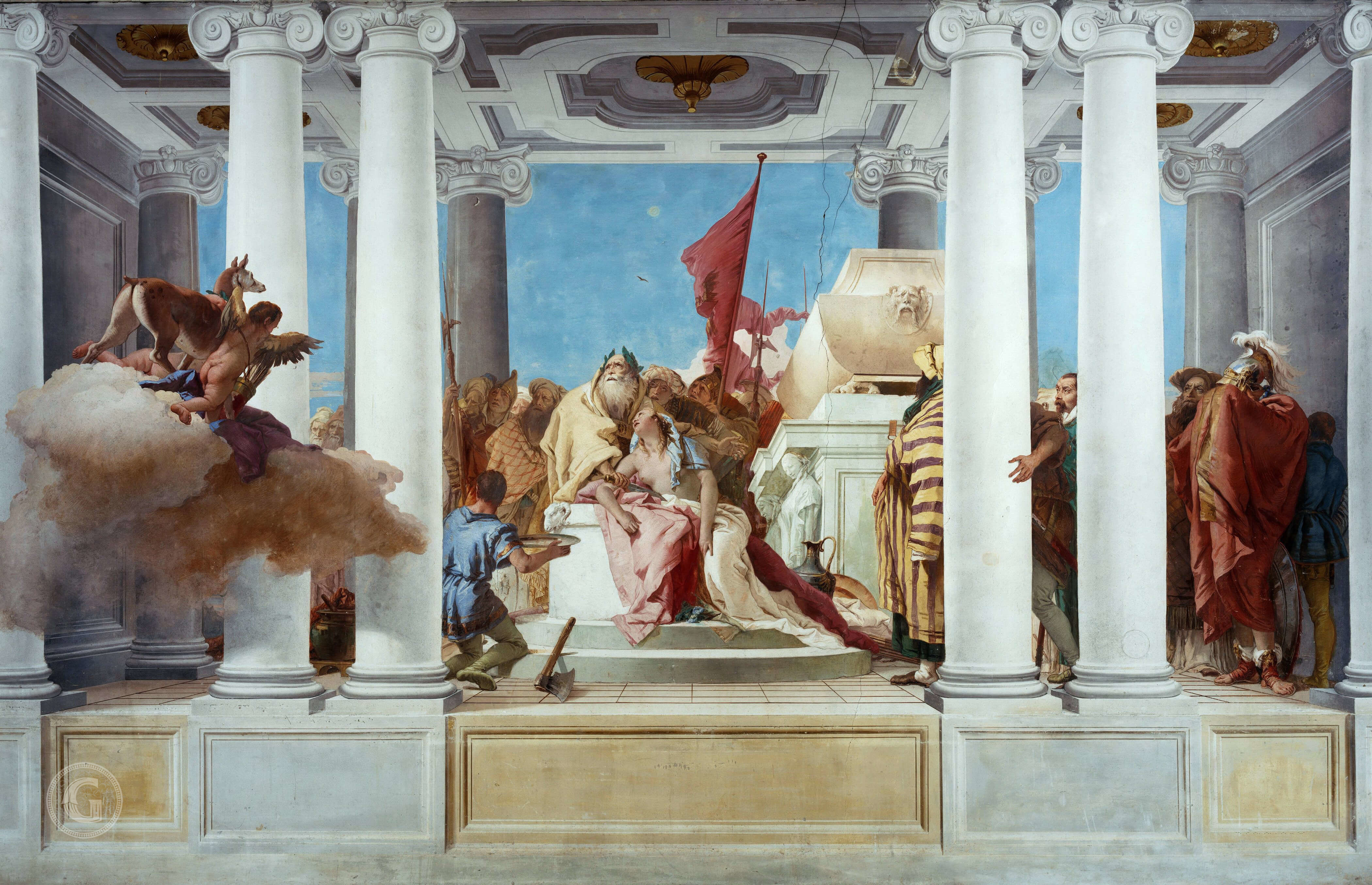
Iphigénia feláldozása (Giovanni Battista Tiepolo 1757)

Agamemnón egy Artemisz tiszteletére rendezett vadászaton elejtett egy szent szarvast – és ezek után azzal dicsekedett, hogy jobb vadász az istennőnél. Ezért Artemisz megbüntette: szélcsendet okozott Aulisznál, így Agamemnón flottája nem tudott elindulni.
A pap, Kalkhász orákuluma azt jósolta, hogy csak akkor kezdhetik meg az utazást, ha Agamemnón feláldozza az istennőnek lányát, Iphigeneiát. Az áldozat végeredményét Homérosz homályban hagyja, elképzelhető hogy a király valóban feláldozta lányát. Mások szerint Artemisz az áldozat során homályba burkolt leányt Tauriszba menekítette, helyette egy szarvast áldoztak fel, és Iphigénia ezentúl az istennő papjaként szolgált a krími városban.
Hésziodosz szerint Iphigénia Hekaté istennő lett.
Egy későbbi változat szerint, Iphigénia a görögök dühének hallatára, azt mondta, hogy feláldozza magát, mert így ő miatta fog nyerni Görögország Trója felett. Iphigéniát majdnem feláldozták, de egy szempillantás alatt eltűnt Artemisz oltáráról, és egy szarvas feküdt ott. Artemisz megkegyelmezett Iphigéniának.(→ Görög regék & mondák)

### Krüszéisz és Briszéisz

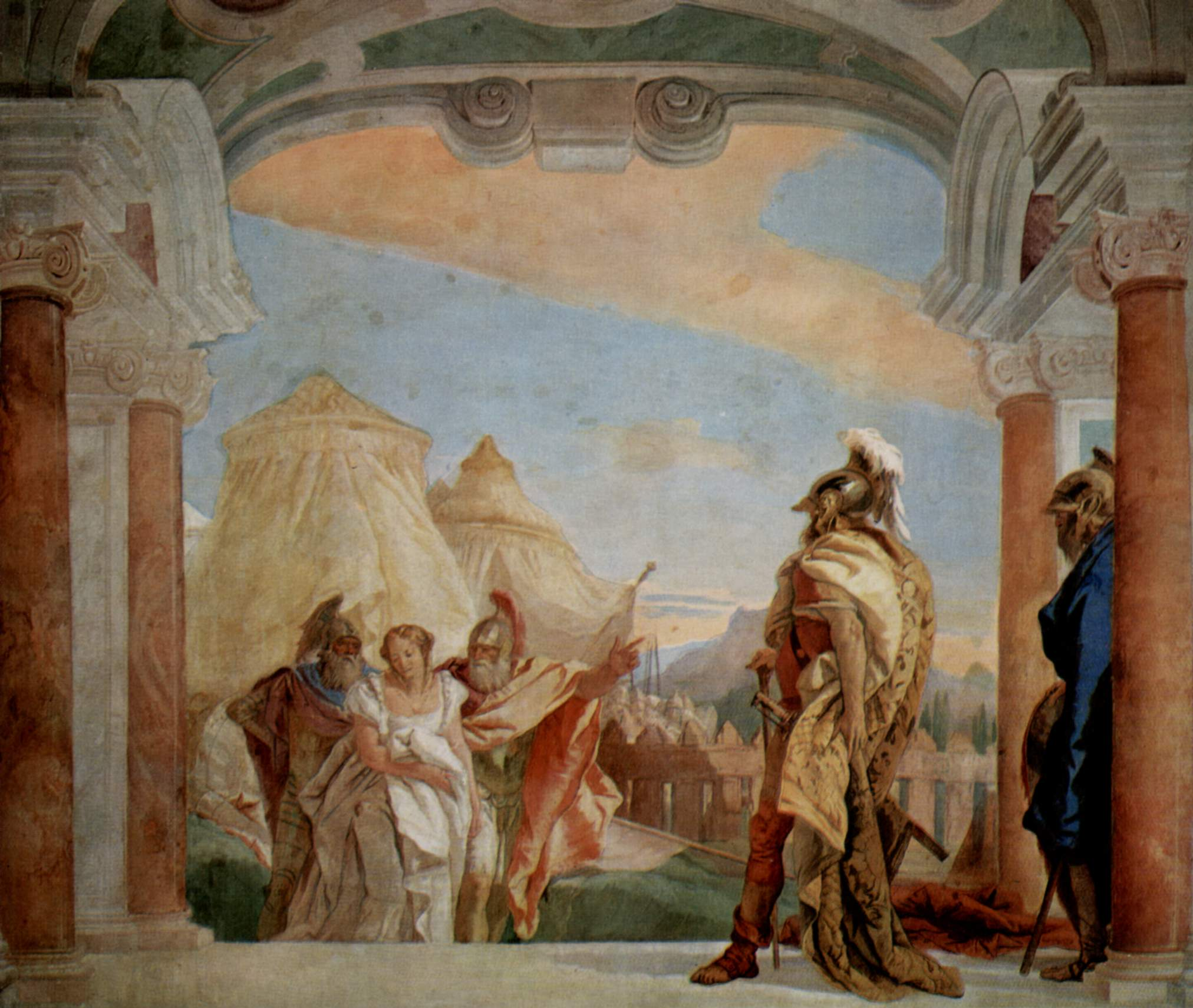
Eurübatész és Taltübiosz Agamemnón elé vezetik Briszéiszt, Akhileusz ágyasát (Giovanni Battista Tiepolo 1757)

Akhilleusz elrabolta Briszéiszt és ágyasává tette.
A görög csapat soraiban pestis ütötte fel a fejét. Khalkász azt jósolta, hogy ha Agamemnón saját ágyasát, Krüszéiszt visszaadja apjának, aki Apollón papja volt, azzal megbékíti az istent, így véget vethet a kórnak. Khalkász, mivel tudta, hogy szavait Agamemnón nehezen fogadja majd, Akhilleusz védelmét kérte. Agamemnón lemondott Krüszéiszről, de kárpótlást kívánt: így Akhilleusz kedvesét, Briszéiszt vette magához.
Akhilleusz anyjához, Thetiszhez fordult segítségért, győzze meg Zeuszt, hogy addig hagyja a trójaikat nyerni a csatában, amíg jóvátételt nem kap. Ettől kezdve nem vett részt a csatában.

### Hektór és Patroklosz halála

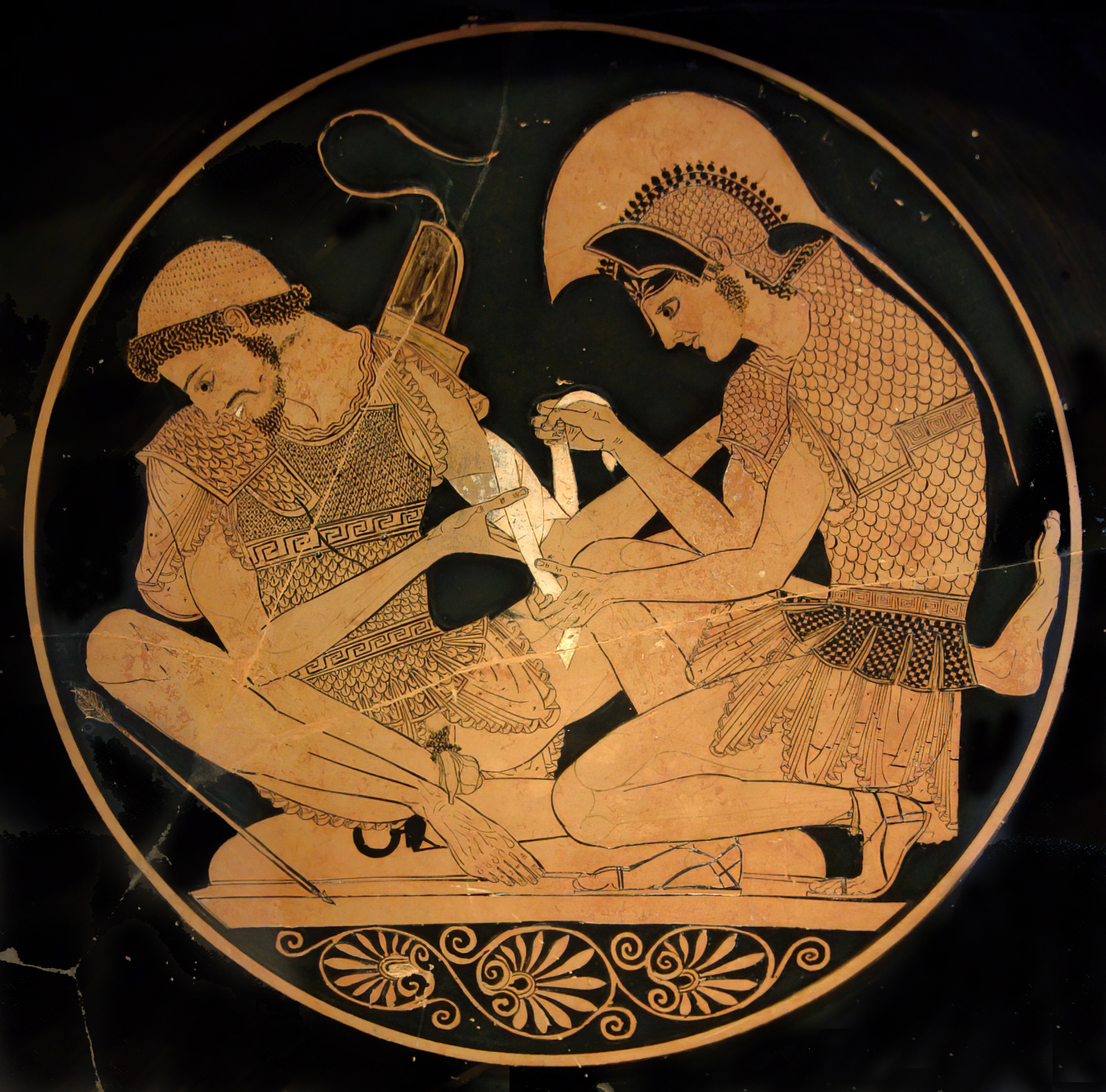
Patroklosz és Akhilleusz antik görög ábrázolása

Mivel Akhilleusz nem vett részt a csatában, a helyzet elmérgesedett a görög seregen belül. Ezért Patroklosz felvette barátja felszerelését és csatába indult. Hektór azt hitte, hogy Akhileuszzal van dolga, párviadalban legyőzte a görögöt és megszerezte felszerelését. Akhilleusz megfogadta, addig nem temeti el barátját, míg Hektórt meg nem öli. Egy Héphaisztosz által készített új felszereléssel állt ki ellene. Akhilleusz háromszor kergette körbe Trója körül, majd megölte. Ezután egy harcikocsihoz kötve háromszor körbehúzta Trója körül és megtartotta a tetemet. Hektór apja, Priamosz, Trója királya, személyesen kereste fel Akhilleuszt, hogy adja vissza neki fiát. Akhilleusz szíve végül megesett a királyon, visszaadta fiát, hogy illően eltemethesse. A gyászszertartás idejére 11 napnyi fegyverszünetet kötöttek a felek.
Akhilleusz csillapíthatatlan dühe és együttérzése közötti ív Homérosz Iliaszának egyik fő motívuma.

### Akhilleusz halála

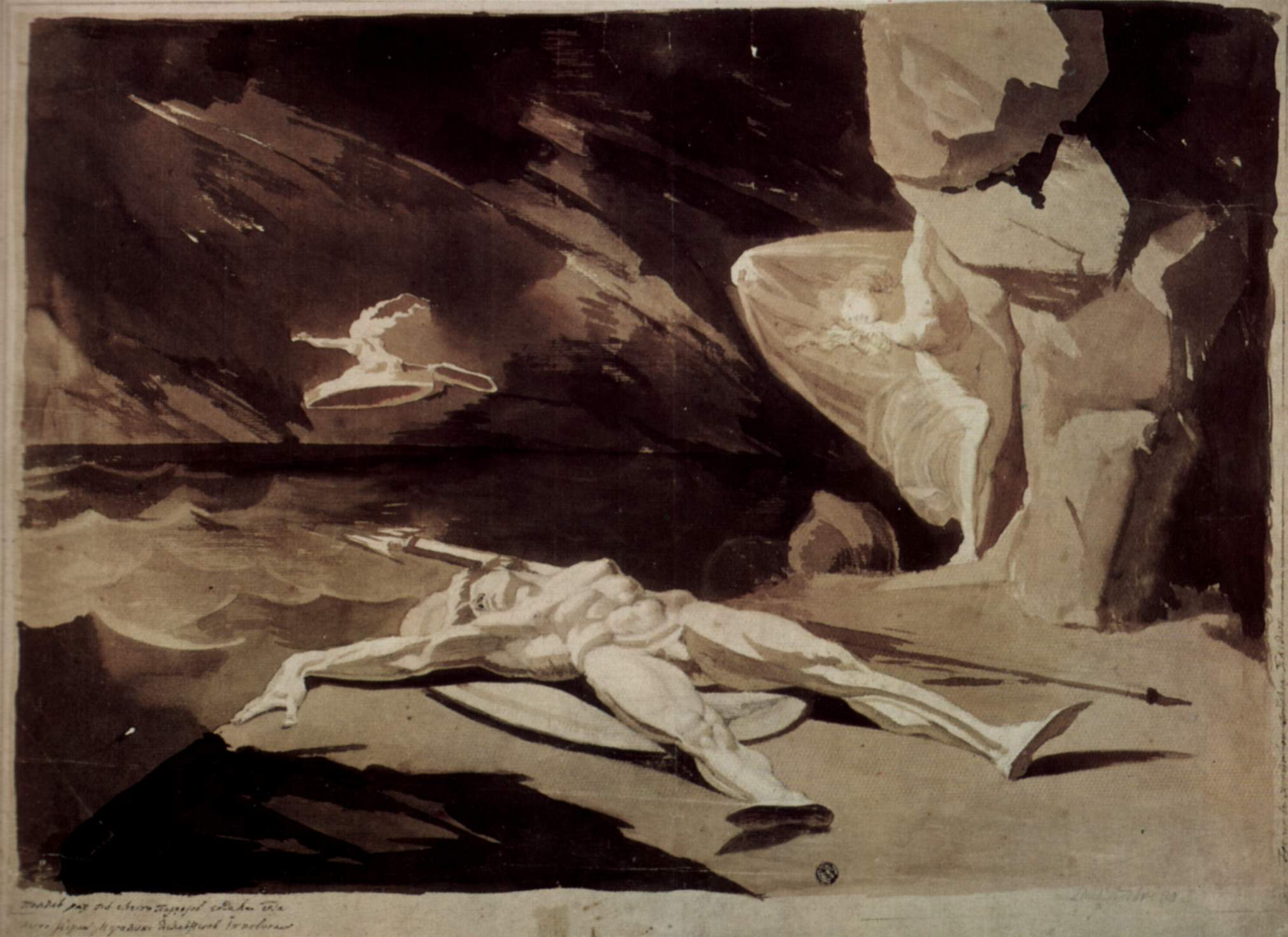
Thetisz a halott Akhileuszt siratja

Hektór halála után Akhilleusz legyőzte az etiópiai Memnónt, a kolonai Kyknoszt és Penthesziliát, az amazonkirálynőt, akibe halálos harc közben beleszeretett (néhány változat szerint szerelmi kapcsolat is volt közöttük).
Akhilleuszt végül Parisz ölte meg, aki egy Apollóntól kapott mérgezett nyilat lőtt a görög hős sarkába. Akhileusz egyetlen sebezhető pontja volt ez (achilles-ín). Egy verzió szerint késsel oltották ki életét, amikor a trójai hercegnőt, Polyxenát látogatta meg egy fegyverszünet idején.

### Akhileusz felszerelése és Aiasz halála

Aiasz kardjába dől

Akhileusz halála után Odüsszeusz és Aiasz, aki így a görögök elsőszámú hősévé vált, vitáztak Akhileusz fegyvereiért és felszereléséért. Végül Odüsszeusz nyerte meg a párharcot, Athéné istennő segítségével. A vereség miatt Aiasz tombolni kezdett és megtámadott egy báránycsordát, amit őrületében a görög seregnek vélt, annak vezérkosát pedig Odüsszeusznak. Miután újra észhez tért, szégyenében a saját kardjába dőlt.

### Jóslatok
Mikor a görögök 10 éve ostromolták Tróját, elfogták Helenoszt, Priamosz fiát, aki látnok volt. Megkínozták, így Helenosz elárulta a győzelem feltételeit:
- meg kell szerezni Heraklész nyilait, melyek Philoktétész birtokában vannak,
- el kell lopniuk a trójai Palladiont, Pallasz Athéné szobrát,
- Akhileusz fiát, Neoptolemoszt kell a soraik között tudniuk.

## A trójai háború történeti valósága

### Trója ostromának időpontja
A tengeri népek inváziója által érintett egyiptomi és hettita források alapján az első tengeri koalíció az i. e. 13. század közepe körül, a második az i. e. 1180-as években jött létre. Trója ostromára az előbbi idején kerülhetett sor, ezért az eseményt az i. e. 13. századra lehet keltezni. Ez a kis-ázsiai bronzkor utolsó szakasza.

#### Ílion
A homéroszi Ílion városa nagy valószínűséggel azonos a hettita és asszír forrásokból ismert Taruisza várossal, amely egy nyugat-kisázsiai territórium (talán önálló fejedelemség), Vilusza (Iyalanda) fővárosa. Lakói valószínűleg a dardánok, amely nép a Dardanellák szorosának névadója is lett. A Dardanellák már az ókorban is fontos kereskedelmi útvonal volt, ahol a Földközi-tenger és a Fekete-tenger közötti kereskedelmi útvonalak összezsúfolódtak. Aki a Dardanellákat ellenőrizte, annak gazdag bevételi forrásai voltak, így az akhájok trójai kalandját nem lehet pusztán rablóhadjáratként minősíteni.
A dardánokat már a kádesi csata leírásaiban is emlegették; ebből arra következtethetünk, hogy II. Ramszesz és Muvatallis idején letelepedett, államalkotó népként éltek. A második tengeri koalícióban való részvételük valószínűleg közvetlen kapcsolatban van a trójai háborúval, államuk pusztulásával, illetve hanyatlásával.
A hettita forrásokban feltűnnek olyan nevek, földrajzi helyek és események, amelyek kapcsolatba hozhatók a trójai mondakörrel. Vilusza egyik ismert királya Alakszandusz, miközben Parisz görög neve az eposzban Alexandrosz. Priamosz nevét egy Parijamuva alakú luvi személynévben vélik megtalálni, Ahhijava királyságot Mükénével, Orkhomenosszal vagy Argosszal lehet azonosítani, egy ismert akháj királynév Atrija, aki Atreusz lehet, Tavagalavasz lük király neve pedig etimológiai kapcsolatban áll Eteoklész orkhomenoszi vagy Eteoklész thébai királlyal. Tudjuk, hogy Millavanda ura, aki Ahhijava vazallusa volt, urával együtt szövetkezett Szeha királyságával és megtámadták Viluszát. Ennek eredményeképp az utolsó viluszai király, Valmusz menekülni volt kénytelen országából.

#### Akhájok
A tengeri népek Kis-Ázsia minden partvidékét elözönlötték, sorra döntötték meg az ott talált hatalmi rendszereket. Az akhájok különösen aktívak voltak, Iyalanda (Ilion) fejedelemség Atrija (Trója, vö. Atreusz-Atreidák) várát a földdel tették egyenlővé, s letelepedtek a korábbi Arzawa helyén – ezután a lykiai kalózvárosokat sarcolgatták. Innen indultak tovább Kréta felé, ahol Knósszoszt ugyanolyan alaposan lerombolták, mint a hettita városokat. Ezután az akhájok, akik ekkor már a hettita nyelvek egyikét, az arzawa környékén is elterjedt nešait beszélték (annak mínyai nyelvjárását), mindenhol megtelepedtek, amely helyeket az iónok (Attika és a Peloposz-nészosz ÉK-i része), az aiolok (Thesszália és Észak-Görögország) és egyéb akháj törzsek (Mükéné) még nem népesítettek be.

#### Történeti kitekintés
A trójai háború csak egy epizódja az Égeikumot, sőt tágabb értelemben a Földközi-tenger egész keleti medencéjét érintő nagy átrendeződésnek. Az akhájok az úgynevezett tengeri népek egyik törzseként kerülnek először említésre, ahol sok más, később rokonuknak tekintett nép is feltűnik.
Egyiptomi és hettita forrásokból ismerjük a koalíciót alkotó népeket: sardana (Šrdn.w), sekeles (Šqlš.w), turusa (Trš.w, Twrjšaa.w, vagy Twrwšaa.w), akhaiwasa (Jqjwš.w), muskhi (Mšḫj.w), lukki (Lq.w vagy Rq.w), mindez még több líbyai törzssel is kiegészült – csupa ismerős név. A sardana (másképp sardán) törzs Szardínia őslakójává és névadójává vált, az egyiptomi források már korábban is emlegették, mint a legkiválóbb zsoldosokat. A sekeles (latin alakban sicul) Szicília szigetén telepedett meg. A lukki törzs valószínűleg Lykia (ejtsd Lükia) és Lykaónia névadója, a muskhi név pedig nem más, mint a görögök által brygésznek vagy phrygesznek nevezett frígek. A turusa név nagyon is összecseng a trusci, truscus, etruscus alakokkal, vagy a görög tyrszén-tyrrhén(oi) nevekkel, amelyek mind az etruszkokat takarják.
Az új tengeri szövetségben (második tengeri koalíció) a korábbról ismert törzsek közül megtalálhatók az akhaiwasák (wašaša néven), muskhik, turusák és sekelesek (šakaruša vagy zikar néven). Csatlakoztak még hozzájuk a dardanák (Drdnj.w) és a denenek (Dnn.w), valamint egyes már régebben a Közel-Keleten nomadizáló népek, mint a paleszet (Plśt.w vagy Pršt.w) és a tjeker (Ṯqr.w). Ismét csupa máshonnan is ismert név. A denenek (danunák, vagy danaoszok) azonosíthatóak a harcias dórokkal, az akhájok rokonaival, akik a korábban megtelepedett görög törzseket majdnem mindenhol a szárazföld belseje felé szorították, s önálló államot is alapítottak az ezredforduló táján Kis-Ázsia délkeleti csücskében, Danunát, a kicsiny, de agresszív államot, mely később elég fontos szerepet játszott Asszíria térhódításában. A paleset (perasata) törzs nem más, mint a Bibliában filiszteus néven emlegetett palesztin nép, Palesztina névadója (természetesen nem teljes mértékben azonos a mai, elarabosodott palesztinokkal). A teker (tjeker) törzsnév pedig a görög teukrosszal hozható kapcsolatba, ez esetben a dardánok egyik önálló törzséről van szó.
Az új koalíció Kisázsia déli partvidékéről elindulva parton és tengeren egyaránt tarolva vonult végig a térségen. Úgy tűnt, legyőzhetetlenek, mikor beleütköztek az egyik utolsó nagy egyiptomi hadvezér-király, III. Ramszesz seregébe. A tengeri népek tengeren és szárazföldön egyaránt vereséget szenvedtek, és szerteszét szóródtak a térségben. A palesetek az egyiptomi uralkodó engedélyével letelepedtek Kánaán partszegélyének déli részén.

### Heinrich Schliemann
Schliemann kizárólag a homéroszi adatokból kiindulva azonosította és tárta fel Trója városát. Az Iliasz tehát tartalmaz annyi konkrét adatot a városra nézve, aminek alapján háromezer évvel később annak megtalálása lehetséges volt. Schliemann eredményei bizonyították először azt, hogy a homéroszi költeményeknek valóságalapjuk volt.

### Könyvek
- Haller János (ford.): Hármas história (MEK)
- Michael Wood: A trójai háború nyomában (a legenda mélyreható elemzése) – Alexandra K. Pécs, (1985, 1996, 2005) – ISBN 963 369 762 X
- Szemtanúk a trójai háborúról. Krétai Dictys, Frígiai Dares és Philosztratosz szövegei / Krétai Dictys: Trójai napló / Frígiai Dares: Trója pusztulása / Philosztratosz: Hőstörténet; ford., bev., jegyz., Hajdu Péter; Gondolat, Bp., 2011 (Electa)